# Interfix
Ein Interfix ist in der Sprachwissenschaft ein Bestandteil eines Wortes, der auftritt, um die Verbindung von Wortteilen zu vermitteln, die nicht direkt aneinanderstoßen sollen. Interfixe haben typischerweise keine eigenständige Bedeutung. Sie stellen daher einen Problemfall für die traditionelle Definition des Morphems dar, die besagt, dass ein Morphem ein Element mit konstanter Bedeutung oder grammatischer Funktion sei. In der Regel werden Interfixe jedoch als Affixe angesehen.
Haspelmath (2002) definiert Interfix relativ eng als ein bedeutungsleeres Affix zwischen den beiden Bestandteilen eines Nominalkompositums (N+N). Zugleich werden diese Elemente auch als Suffix am ersten Bestandteil charakterisiert. Beispiele sind die deutschen Formen Rettungsboot, Tannenbaum. Die Definition deckt sich an dieser Stelle mit dem Begriff des Fugenmorphems, das manchmal auch nur Fugenlaut genannt wird.
Daneben wird die Bezeichnung Interfix auch für Morpheme zwischen Wortstamm und Suffix verwendet, wie in deutsch regnerisch (vor dem Derivationsmorphem -isch) oder lateinisch portare (als Themavokal vor der Flexionsendung des Infinitivs). Die genannten Elemente werden ebenfalls selbst oft zu den Suffixen gerechnet.
Somit ist das Interfix weniger ein Stellungstyp, sondern eher ein Funktionstyp von Affixen. Der Stellungstyp ist in der Regel der eines Suffixes. Der Status als Suffix lässt sich im Deutschen manchmal in der Koordination von Wortteilen nachweisen: Interfixe verbleiben dann am Ende des ersten Wortteils. Beispiele:
- Fugenmorphem: Besprechung.s.raum / Besprechungs- und Konferenzraum
- Bildung eines Satzadverbs aus einem Adjektiv: klug.er.weise / kluger- und vorausschauenderweise[5]